# Katharina von Sachsen-Lauenburg
Katharina von Sachsen-Lauenburg (* um 1400; † 22. September 1450) war Herrin zu Werle[-Güstrow] und Herzogin zu Mecklenburg, Regentin von 1422 bis 1436.
Katharina war die Tochter von Erich IV. und Sophia von Braunschweig-Lüneburg. Sie heiratete zuerst Johann VII. von Werle. Dieser starb bereits im Jahr 1414. Dadurch verwitwet heiratete sie den mecklenburgischen Herzog Johann IV. Als dieser im Jahr 1422 nach sechs Jahren Ehe starb, übernahm sie bis 1436 die Regentschaft im Herzogtum Mecklenburg für ihre minderjährigen Söhne. Als Feldherr und Rat unterstützte sie der Ritter Matthias von Axekow.
Lange galt ein Urkundenbeleg vom 23. Juli 1448 als Katharinas letzte Erwähnung. Eine andere nennt den November, als ihren Todesmonat. Hans Witte konnte schließlich um die Jahrhundertwende den Mauritientag (22. September) 1450 als ihren Sterbetag nachweisen.

## Kinder
- Heinrich IV., der Dicke, Herzog zu Mecklenburg (1417–1477)
- Johann V., Herzog zu Mecklenburg (1418–1442)